# Gornji Milanovac
Gornji Milanovac (serbisch-kyrillisch Горњи Милановац) ist eine Stadt in Serbien. Die Stadt befindet sich ca. 120 km südlich von der Hauptstadt Belgrad. Laut der Volkszählung 2002 hatte die Gemeinde Gornji Milanovac 47.641 Einwohner.

## Geographische Lage
Gornji Milanovac liegt zwischen den Bergen Rudnik im Norden und dem Berg Vujan im Süden.
Außerdem liegt die Stadt entlang der Europastraße 763 zwischen Ljig im Norden und Čačak im Süden.

## Religion
Die große Mehrheit der Einwohner von Gornji Milanovac bekennt sich zur Serbisch-orthodoxen Kirche.
Im Zentrum von Gornji Milanovac steht die von 1860 bis 1862 erbaute Serbisch-orthodoxe Dreifaltigkeitskirche.

## Städtepartnerschaften
Gornji Milanovac unterhält Städtepartnerschaften mit dem norwegischen Ort Mosjøen und der bulgarischen Stadt Plewen.

## Söhne und Töchter der Stadt

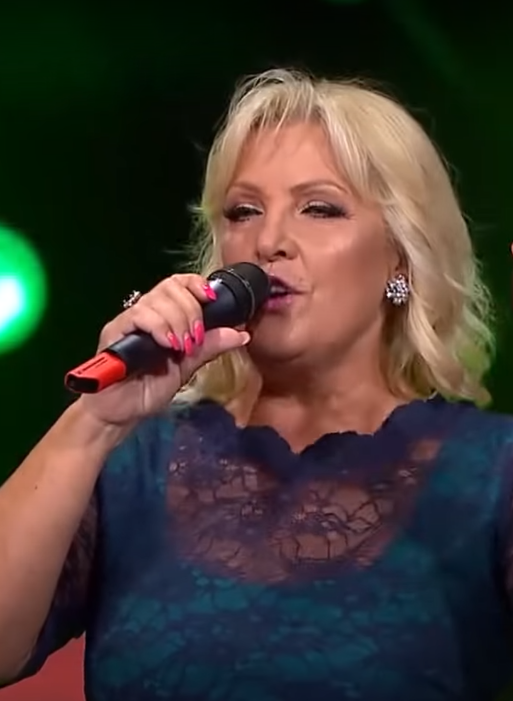
Snežana Đurišić, Sängerin

- Draga Mašin (1867(?)–1903), Königin von Serbien
- Momčilo Nastasijević (1894–1938), serbischer Dichter
- Peter Skubic (1935–2024), österreichischer Goldschmied und Künstler
- Radmilo Ivančević (* 1950), Fußballspieler und -trainer
- Radenko Pilčević (* 1986), Basketballspieler